# Caerostris mayottensis
Caerostris mayottensis là một loài nhện trong họ Araneidae.
Loài này thuộc chi Caerostris. Caerostris mayottensis được Manfred Grasshoff miêu tả năm 1984.